# صاروخ عامل بالوقود الهجين

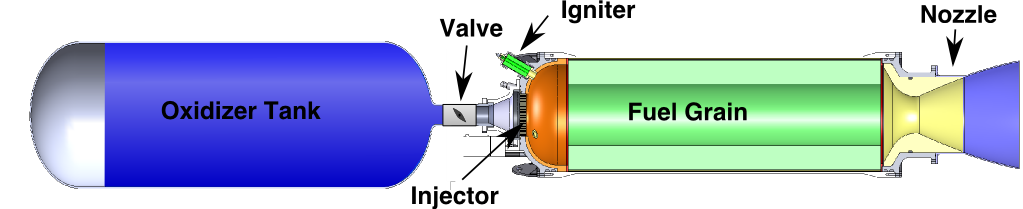

الصاروخ العامل بالوقود الهجين هو صاروخ مزود بمحرك صاروخي يستخدم وقود صاروخي في حالتين مختلفتين: الأولى عبارة عن وقود صلب، والثانية إما وقود سائل أو غازي. يمكن تتبع مبدأ الصاروخ الهجين في الزمن حتى 75 عام على الأقل.
تتجنب الصواريخ الهجينة بعضًا من سلبيات الصواريخ العاملة بالوقود الصلب، مثل أخطار التعامل مع المادة الدافعة، وتتجنب أيضًا بعض السلبيات للصواريخ العاملة بالوقود السائل مثل تعقيدها الميكانيكي. بسبب صعوبة المزج بين الوقود والمؤكسد بشكل وثيق (كونها حالات مختلفة من المادة)، تميل الصواريخ الهجينة إلى الفشل بشكل أكثر اعتدالًا من الصواريخ العاملة بالوقود السائل أو الصلب. بشكل مشابه لمحركات الصواريخ العاملة بالوقود السائل، يُمكن أن تُغلق المحركات الصاروخية الهجينة بسهولة وقوة دفعها قابلة للتغير. إنّ أداء الاندفاع النوعي النظري (Isp) لمحركات الصواريخ الهجينة أعلى بشكل عام من المحركات العاملة بالوقود الصلب، وأقل من المحركات العاملة بالوقود السائل. قيس الاندفاع النوعي الذي بلغ 400 ثانية في صاروخ هجين يستخدم الوقود الممعدن. إنّ الأنظمة الهجينة أكثر تعقيدًا من الأنظمة الصلبة، لكنها تتجنب المخاطر الكبيرة للتصنيع، والشحن، والتعامل مع المحركات الصاروخية العاملة بالوقود الصلب من حيث تخزين المُؤكسد والوقود بشكل منفصل.

## نبذة تاريخية
أُنجز العمل الأول المتعلق بالصواريخ الهجينة في أواخر ثلاثينيات القرن العشرين، في شركة آي جي فاربن في ألمانيا، وبنفس الوقت في شركة كاليفورنيا للصواريخ في الولايات المتحدة. كان ليونيد أندروسو الذي يعمل في ألمانيا، أوّل من وضع نظرية الصواريخ العاملة بالوقود الهجين. اختبر أندروسو، وأو لوتز، ودبليو نوغراث، محرك صاروخي هجين بقوة 10 كيلو نيوتن (2200 رطل-قوة) يعمل بالفحم وأوكسيد النتروجين الغازي بمثابة الوقود. عَمِل أوبرث أيضًا على محرك صاروخي هجين يستخدم الأوكسجين السائل بمثابة مؤكسد، والغرافيت بمثابة الوقود. منعت الحرارة العالية لتسامي الكربون هذه المحركات الصاروخية من العمل بكفاءة، إذ أنتجت معدل احتراق متواضع.
في الأربعينيات من القرن العشرين، استخدمت شركة كاليفورنيا باسيفيك للصواريخ الأوكسجين السائل مع مجموعة من العديد من أنواع الوقود المختلفة، بما في ذلك الخشب، والشمع، والمطاط. كان الوقود المطاطي هو الأنجح من بين هذه الاختبارات، الذي ما يزال حتى اليوم الوقود المُستخدم المُهيمن. في يونيو عام 1951، أُطلق صاروخ يستخدم المطاط والأوكسجين السائل بمثابة الوقود إلى ارتفاع 9 كيلو متر (5.6 ميل).  حدثت المحاولتان الرئيسيتان في خمسينيات القرن العشرين. كانت المحاولة الأولى من قِبل جي. مور وكي. بيرمان في شركة جنيرال إلكتريك. استخدم الثنائي بيروكسيد الهيدروجين بنسبة 90% (بيروكسيد سريع التطاير، والمعروف باسم إتش تي بّي)، بالإضافة إلى متعدد الإيثيلين في تصميم حبيبات الأنبوب والذراع. استخلصوا عدة استنتاجات مهمة من عملهما. حُرقت حبيبات الوقود بشكل منتظم. لم تؤثر تشققات الحبيبات على الاحتراق، بشكل يشبه الحالة في المحركات الصاروخية العاملة بالوقود الصلب. لم تُرصد أي بدايات عنيفة (البداية العنيفة هي ارتفاع الضغط الذي يحدث في وقت قريب من الاشتعال، وهو نموذجي للمحركات الصاروخية العاملة بالوقود السائل). يعمل سطح الوقود بمثابة حامل للهب، مما يدعم الاحتراق المستقر. يُمكن تغيير قوة المؤكسد عن طريق صمام واحد، وتساعد النسبة العالية بين المؤكسد والوقود على تيسير الاحتراق. كانت الملاحظات السلبية هي معدلات الاحتراق المنخفضة، وعدم الاستقرار الحراري للبيروكسيد الذي كان إشكاليًا لأسباب تتعلق بالسلامة. كانت المحاولة الأخرى التي جرت في خمسينيات القرن العشرين عبارة عن تطوير محرك هجين عكسي. في المحرك الصاروخي الهجين القياسي، تُعد المادة الصلبة هي الوقود. في المحرك الصاروخي الهجين العكسي، يكون المؤكسد صلبًا. استخدم ويليام أفيري من مختبر الفيزياء التطبيقية وقود النفاثات ونترات الأمونيوم، وقد اختارها بسبب تكلفتها المنخفضة. كانت نسبة المؤكسد إلى الوقود 0.035، وهي أصغر بمئتي مرة من النسبة التي استخدمها مور وبيرمان. طوّرت شركة باسيفيك للصواريخ في عام 1953 صاروخ إكس دي إف-23 الهجين، بأبعاد 4 إنش (10 سنتيمتر) x 72 إنش (180 سنتيمتر)، الذي صممه جيم نودينغ، وهو يستخدم الأوكسجين السائل وبوليمير مطاطي يُدعى «ثايوكول». جربوا أنواع وقود أخرى في محاولات سابقة، بما في ذلك القطن، وشمع البارافين، والخشب. وقد جاء اسم إكس دي إف نفسه من «شوح دوغلاس التجريبي» من الحروف الأولى للكلمات.
في الستينيات من القرن العشرين، بدأت المنظمات الأوروبية أيضًا العمل على الصواريخ الهجينة. طوّر كل من مركز أبحاث أونيرا في فرنسا، وفولفو فلايغ موتور في السويد، صواريخ سبر باستخدام تقنية المحرك الصاروخي الهجين. ركّزت مجموعة أونيرا على محرك صاروخي تلقائي الاشتعال، يستخدم حمض النتريك ووقود الأمين. أطلقت أونيرا ثمانية صواريخ: مرة في أبريل في عام 1964، وثلاثة مرات في يونيو عام 1965، وأربع مرات في عام 1967. كان الحد الأقصى للارتفاع الذي حققته الرحلات أكثر من 100 كيلو متر (62 ميل). استخدمت مجموعة فولفو فلايغ موتور أيضًا مزيجًا من الوقود تلقائي الاشتعال. استخدمت أيضًا حمض النتريك بمثابة المؤكسد، لكن استخدمت التاغافورم (بولي تاديين مع أمين عطري) بمثابة الوقود. كانت الرحلة في عام 1969، بحمولة تبلغ 20 كيلو غرام (44 رطل) إلى ارتفاع 80 كيلو متر (50 ميل).
في الوقت نفسه في الولايات المتحدة، كان يعمل كل من مركز التقنيات المتحدة (قسم الأنظمة الكيميائية) وشركة بيتشكرافت على طائرة بدون طيار أسرع من الصوت، والمعروفة باسم ساندبايبر. استخدمت مزيج أوكسيدات النتروجين-25 (25% أوكسيد النيتروجين، و75% رباعي أوكسيد ثنائي النتروجين) بمثابة مؤكسد، والبولي ميثيل ميثاكريلات (بي إم إم)-مغنسيوم بمثابة الوقود. حلقت الطائرة بدون طيار ست مرات في عام 1968، لأكثر من 300 ثانية، ولارتفاع وصل إلى أكثر من 160 كيلومتر (99 ميل). كانت المحاولة الثانية للصاروخ المعروف باسم هاست، ومواده الدافعة هي حمض النتريك الأحمر المُدخّن- الرصاص بمثابة مؤكسد، والبولي ميثيل ميثاكريلات بمثابة وقود، وكان قابلًا لتغيير قوة الدفع في مجال 10 (مؤكسد)/1 (وقود). كان بإمكان هاست حمل حمولة أثقل من ساندبايبر. في محاولة أخرى، استخدمت مزيج المواد الدافعة نفسها في الصاروخ هاست، وقد طُوِّر من قِبل قسم الأنظمة الكيميائية وتيليداين إيركرافت. انتهى تطوير هذا البرنامج في منتصف ثمانينيات القرن العشرين. عمل قسم الأنظمة الكيميائية على مادة دافعة عبارة عن مزيج من الليثيوم والأوكسجين السائل الحديدي (إف2 وأو2). كان هذا الصاروخ تلقائي الاشتعال الفعّال قابلًا لتغيير قوة الدفع. بلغ اندفاعه النوعي في الفراغ 380 ثانية، بكفاءة احتراق بلغت 93%.
طوّرت شركة إيه إم أر أو سي أكبر الصواريخ الهجينة التي بُنيت على الإطلاق في نهاية ثمانينيات وبداية تسعينيات القرن العشرين. جُرِّب الإصدار الأول من صواريخها في مختبر فيليبس للقوى الجوية، وقد أنتج قوة دفع بلغت 312000 نيوتن (70000 رطل-قوة) لمدة 70 ثانية، باستعمال مزيج من الوقود المكون من الأوكسجين السائل والبولي بوتاديين المنتهي بالهيدروكسيل (إتش تي بّي بي). أنتج الإصدار الثاني من المحرك والمعروف باسم إتش-250 إف قوة الدفع بلغت أكثر من مليون نيوتن (220000 رطل-قوة).
أطلقت شركة كوري كلاين للعلم الجوي البيئي المحرك الهجين الأول الذي يعمل بالأوكسجين الغازي والمطاط لأوّل مرة في عام 1982 في بحيرة لوسيرن الجافة في كاليفورنيا، بعد نقاشات حول هذه التقنية مع بيل وود، وسابقًا مع وستنغهاوس.